# Shlomo Moussaieff
Pour les articles homonymes, voir Moussaieff.
Shlomo Moussaieff, né en 1925 à Jérusalem et mort le 1er juillet 2015, est un bijoutier et un collectionneur d'antiquités israélien vivant à Londres depuis 1963. Le plus gros diamant rouge connu, d'un poids de 5,11 carats, porte son nom .

## Biographie
Fils d'un bijoutier de Jérusalem, il porte le prénom de son grand-père, Shlomo Moussaieff, un riche et influent marchand juif de Boukhara établi à Jérusalem en 1891.
En 1940, il s'engage avec l'Irgoun puis se joint à l'armée britannique pour combattre les Nazis en Égypte. Après la guerre, il combat à nouveau pour l'Irgoun dans la vieille ville de Jérusalem. Fait prisonnier par la Jordanie en 1948, il est détenu pendant un an.
Après sa libération, il travaille pour la bijouterie familiale et ouvre son propre magasin d'antiquités. En 1963, il s'établit à Londres avec sa femme et ses enfants et devient multimillionnaire grâce à ses activités, fournissant en bijoux de nombreuses personnalités. Il prend sa retraite en 2004.

## Famille
Sa fille aînée, Dorrit, a épousé le président islandais, Ólafur Ragnar Grímsson, en 2003.